# Lisa Ono
Lisa Ono (n. 29 iulie 1962, São Paulo, São Paulo, Brazilia) este o cântăreață braziliano-japoneză.